# 4-е міністерство Норвегії
4-е міністерство — відомство в уряді Норвегії у 1814—1818 роках.

## Історія
2 березня 1814 року принц Крістіан Фредерик створив Урядову раду (на зразок Кабінету міністрів), яка складалася з п'яти міністерств (за зразком того, що в Данії називали колегіями). П'ять департаментів були позначені цифрами, а 4-е міністерство відповідало за торгівлю та митні збори.
30 листопада 1814 року (при створенні унії з Швецією) установа отримала статус департаменту. Тоді 4-ий департамент став відповідальним за внутрішньодержавні справи, такі як гірнича справа, лісозаготівля, канали, порти, камерна служба (розвідувальний бізнес держави) та економіка районів.

## Керівники
Голова 4-го міністерства (торгівля і мита)
- Нільс Олл, 2 березня — 11 листопада 1814

Начальники 4-го департаменту (внутрішні справи)
- Йонас Коллетт, 11 листопада 1814 — квітень 1816
- Йоган Каспар Герман Ведель-Ярлсберг, квітень-серпень 1816 р.
- Крістіан Крог, серпень-вересень 1816 р.
- Йоган Каспар Герман Ведель-Ярлсберг жовтень 1816 — травень 1817
- Йонас Коллетт, травень 1817 — 31 грудня 1818